# Japanische Prekariatsliteratur
Die Bezeichnung japanische Prekariatsliteratur (プレカリアート文学; purekariâto bungaku) wurde in der japanologischen Analyse geprägt und spiegelt den Trend der japanischen Literatur wider, im Rahmen einer signifikanten „soziologischen Wende“ defizitäre Soziotypen wie Freeter, NEETs  und Hikikomori (zu diesen drei Begriffen siehe Freeter-Literatur) zu ihren Protagonisten zu wählen.
Eine japanische Freeter-Literatur, NEETs-Literatur und Hikikomori-Literatur wendet sich den, in der „Verlorenen Dekade“ der 1990er im makrosoziologischen Diskurs häufig registrierten, dunklen Seiten der japanischen Gesellschaft sowie ihren durch die Drohkulisse Globalisierung geschürten Zukunftsängsten zu. 
Die manchmal auch „neoproletarische japanische Literatur“ (siehe Kirino Natsuo) genannte Strömung, befasst sich etwa mit den sich verschlechternden Bedingungen der japanischen Arbeitsgesellschaft (Fabrik- und Leiharbeit, Chancenlosigkeit, Ausbeutung, Verlust der Menschenwürde), beschreibt die nicht selten von Gewalt dominierten Parallelwelten japanischer Subkulturen (z. B. Kabuki-chō, Prostitution, Geldverleih) und spezialisiert sich auf Porträts jüngerer Generationen ohne Hoffnung und Zukunftsperspektive bzw. auf Darstellungen von Verlierern und Außenseitern der japanischen Leistungsgesellschaft, wie sie etwa auch in den Büchern und Essays der Aktivistin Karin Amamiya geschildert werden. Die Rede vom Abwärtstrend der Post-Bubble- und Post-Ōmu-Shinrikyō-Ära verstärkt sich im Jahr 1998. 
Spektakuläre Beispiele für die (allerdings deutlich literarisch inszenierte) Schilderung eines japanischen „ganz unten“ – und eines japanischen Prekariats – liefert die Autorin Kirino Natsuo mit „yellow-trash“-Romanen wie „OUT“ (1997; dt. Die Umarmung des Todes, 2003), „I’m sorry, mama“ (2004) und „Metabola“ (2007). 